# Cyathea lewisii
Cyathea lewisii là một loài thực vật có mạch trong họ Cyatheaceae. Loài này được (C.V. Morton & Proctor) Proctor mô tả khoa học đầu tiên năm 1953.